# Al Hudaydah
Al Hudaydah (Hodeidah), în arabă: الحديدة‎ este un oraș situat în partea de vest a Yemenului. Port la Marea Roșie,amenajat pentru prima oară de otomani în secolul al XIX-lea. Export de bumbac, curmale, cafea, etc. Este cel de-al patrulea oraș ca mărime demografică din țară. Atestat documentar pentru prima oară în 1454/1455. Reședința guvernoratului omonim.